# Pentatlo moderno nos Jogos Olímpicos de Verão de 1964
O pentatlo moderno nos Jogos Olímpicos de Verão de 1964 foi disputado na cidade de Tóquio, Japão.
Nesses Jogos foram realizados a competição individual e a competição por equipes que consistem em cinco modalidades: esgrima, natação, tiro, corrida e hipismo. As disputas ocorreram de 11 a 15 de outubro de 1964.

## Masculino

### Individual
| Pos. | País                  | Atletas       |
| ---- | --------------------- | ------------- |
|      | Hungria (HUN)         | Ferenc Török  |
|      | União Soviética (URS) | Igor Novikov  |
|      | União Soviética (URS) | Albert Mokeev |

| Resultado final | Resultado final        | Resultado final | Resultado final | Resultado final | Resultado final | Resultado final | Resultado final |       |
| Pos.            | Pentatleta             | País            | Hipismo         | Esgrima         | Tiro            | Natação         | Corrida         | Total |
| --------------- | ---------------------- | --------------- | --------------- | --------------- | --------------- | --------------- | --------------- | ----- |
| Ouro            | Ferenc Török           | HUN             | 1070            | 1000            | 960             | 960             | 1126            | 5116  |
| Prata           | Igor Novikov           | URS             | 1040            | 856             | 1020            | 1055            | 1096            | 5067  |
| Bronze          | Albert Mokeev          | URS             | 970             | 748             | 1060            | 1045            | 1216            | 5039  |
| 4.              | Peter Macken           | AUS             | 1070            | 640             | 1020            | 1035            | 1132            | 4897  |
| 5.              | Victor Mineev          | URS             | 1040            | 820             | 960             | 1050            | 1024            | 4894  |
| 6.              | James Moore            | USA             | 1070            | 676             | 960             | 990             | 1195            | 4891  |
| 7.              | Imre Nagy              | HUN             | 1040            | 892             | 960             | 940             | 1042            | 4874  |
| 8.              | Bo Jansson             | SWE             | 1100            | 748             | 780             | 1075            | 1057            | 4760  |
| 9.              | David Kirkwood         | USA             | 1100            | 784             | 920             | 945             | 973             | 4722  |
| 10.             | Rolf Junefelt          | SWE             | 1100            | 568             | 960             | 1070            | 976             | 4674  |
| 11.             | Hans-Gunnar Liljenwall | SWE             | 1040            | 784             | 720             | 1055            | 1066            | 4665  |
| 12.             | Wolfgang Goedicke      | EUA             | 1100            | 712             | 840             | 975             | 1030            | 4657  |
| 13.             | Uwe Adler              | EUA             | 1070            | 532             | 1020            | 1005            | 1027            | 4654  |
| 14.             | Alfonso Ottaviani      | ITA             | 940             | 856             | 840             | 925             | 1090            | 4651  |
| 15.             | Uchino Shigeaki        | JPN             | 1070            | 496             | 1020            | 1015            | 1018            | 4619  |
| 16.             | Paul Pesthy            | USA             | 1070            | 820             | 760             | 980             | 964             | 4594  |
| 17.             | Fukutome Yoshihide     | JPN             | 1100            | 424             | 1020            | 950             | 1093            | 4587  |
| 18.             | Donald McMiken         | AUS             | 1100            | 604             | 1000            | 960             | 898             | 4562  |
| 19.             | Keijo Vanhala          | FIN             | 1040            | 784             | 860             | 1035            | 817             | 4536  |
| 20.             | Kari Kaaja             | FIN             | 1040            | 712             | 900             | 945             | 904             | 4501  |
| 21.             | Benjamin Finnis        | GBR             | 1070            | 604             | 980             | 970             | 868             | 4492  |
| 22.             | Jorma Hotanen          | FIN             | 1040            | 676             | 800             | 905             | 1033            | 4454  |
| 23.             | Elmar Frings           | EUA             | 960             | 640             | 940             | 975             | 928             | 4443  |
| 24.             | Udo Birnbaum           | AUT             | 1100            | 748             | 940             | 840             | 796             | 4424  |
| 25.             | Robert Phelps          | GBR             | 1070            | 820             | 720             | 1005            | 787             | 4402  |
| 26.             | Otto Török             | HUN             | 1040            | 820             | 460             | 985             | 1000            | 4305  |
| 27.             | Duncan Page            | AUS             | 1040            | 568             | 860             | 995             | 823             | 4286  |
| 28.             | José Pereira           | BRA             | 940             | 640             | 940             | 1025            | 733             | 4278  |
| 29.             | Jeremy Fox             | GBR             | 1010            | 280             | 800             | 1055            | 1129            | 4274  |
| 30.             | Mino Shigeki           | JPN             | 1040            | 604             | 820             | 900             | 832             | 4196  |
| 31.             | Aquiles Gloffka        | CHI             | 1100            | 532             | 780             | 980             | 715             | 4107  |
| 32.             | Rudolf Trost           | AUT             | 1100            | 892             | 620             | 850             | 637             | 4099  |
| 33.             | Herbert Polzhuber      | AUT             | 1070            | 784             | 700             | 835             | 658             | 4047  |
| 34.             | D. R. Rios             | MEX             | 1070            | 208             | 860             | 950             | 886             | 3974  |
| 35.             | E. M. Flores           | MEX             | 1100            | 604             | 540             | 845             | 799             | 3888  |
| 36.             | Enrique Padilla        | MEX             | 1070            | 460             | 640             | 755             | 835             | 3760  |
| 37.             | Choi Kui Seung         | KOR             | 950             | 388             | 640             | 620             | 211             | 2809  |

### Equipes
| Pos. | País                  | Atletas                                  | Pontos |
| ---- | --------------------- | ---------------------------------------- | ------ |
|      | União Soviética (URS) | Igor Novikov Albert Mokeev Victor Mineev | 14961  |
|      | Estados Unidos (USA)  | James Moore David Kirkwood Paul Pesthy   | 14189  |
|      | Hungria (HUN)         | Ferenc Török Imre Nagy Otto Török        | 14173  |

Classificação final:
| Pos.   | Equipe             | Hipismo | Esgrima | Tiro | Natação | Corrida | Total |
| ------ | ------------------ | ------- | ------- | ---- | ------- | ------- | ----- |
| Ouro   | União Soviética    | 3050    | 2385    | 3040 | 3150    | 3336    | 14961 |
| Prata  | Estados Unidos     | 3240    | 2262    | 2640 | 2915    | 3132    | 14189 |
| Bronze | Hungria            | 3150    | 2590    | 2380 | 2885    | 3168    | 14173 |
| 4.     | Suécia             | 3240    | 2057    | 2460 | 3200    | 3099    | 14056 |
| 5.     | Austrália          | 3210    | 1770    | 2880 | 2990    | 2853    | 13703 |
| 6.     | Alemanha Unificada | 3130    | 1729    | 2800 | 2955    | 2985    | 13599 |
| 7.     | Finlândia          | 3120    | 2221    | 2560 | 2885    | 2754    | 13540 |
| 8.     | Japão              | 3210    | 1524    | 2860 | 2865    | 2943    | 13402 |
| 9.     | Reino Unido        | 3150    | 1688    | 2500 | 3030    | 2784    | 13152 |
| 10.    | Áustria            | 3270    | 2467    | 2260 | 2525    | 2091    | 12613 |
| 11.    | México             | 3240    | 1196    | 2040 | 2550    | 2520    | 11546 |